# Shonen Knife
Le Shonen Knife (少年ナイフ) sono un gruppo giapponese, definibile come indie rock e punk pop, formato da sole donne e attivo dal 1981. Le componenti citano tra le loro influenze i Ramones, infatti hanno anche fatto alcuni concerti come loro tribute band sotto il nome The Osaka Ramones.

## Componenti attuali
- Naoko Yamano (voce, chitarra elettrica)
- Ritsuko Taneda – (basso)- dal 2006
- Emi Morimoto (batteria) - dal 2010

## Storia
Le Shonen Knife originariamente erano le due sorelle Naoko (voce, chitarra) e Atsuko Yamano (batteria), più la loro amica Michie Nakatani (voce, basso). La Nakatani ha lasciato il gruppo nel 1999 ed è stata rimpiazzata al basso da Atsuko. Mana Nishiura è subentrata alla batteria, senza però mai diventare ufficialmente un membro della band: la sua prima apparizione live è datata 2001.
La Nishiura lascerà il gruppo nel 2004; l'anno precedente, mentre era in tour con la band punk rock di Tokyo DMBQ, il suo posto come batterista era stato preso da Etsuko "Ettchan" Nakanishi, la quale diventerà poi batterista ufficiale delle Shonen Knife. Mana Nishiura morirà il 4 novembre 2005 a causa di un incidente stradale nel corso di un tour newyorkese con i DMBQ.
L'8 agosto 2006 Atsuko ha lasciato il gruppo in seguito al matrimonio e al suo trasferimento a Los Angeles; ha però partecipato al tour del 2007.

## Discografia
- 1982: Minna Tanoshiku
- 1983: Burning Farm
- 1984: Yama-no Attchan
- 1986: Pretty Little Baka Guy
- 1991: 712
- 1992: Let's Knife
- 1993: Rock Animals
- 1996: The Birds & the B-Sides
- 1997: Brand New Knife
- 1998: Happy Hour
- 2000: Strawberry Sound
- 2002: Heavy Songs
- 2003: Candy Rock
- 2006: Genki Shock!
- 2007: fun! fun! fun!
- 2008: Super Group
- 2010: Free Time
- 2011: Osaka Ramones
- 2012: Pop Tune
- 2014: Overdrive
- 2016: Adventure
- 2017: Alive! In Osaka
- 2019: Sweet Candy Power
- 2023: Our Best Place